# La Plana (Carreu)

La Plana, respecte del terme d'Abella de la Conca

La Plana és una plana del terme municipal d'Abella de la Conca, a la comarca del Pallars Jussà.
Està situada a la vall de Carreu, al nord-oest d'aquest antic poble. Es troba a ponent del Camí de Pla del Tro, en el seu primer tram, abans d'arribar a Casa Hortó, que queda al nord-oest de la Plana. És al nord de les Pujadetes, al nord-oest del Clot de Moreu.

## Etimologia
Es tracta d'un topònim de caràcter descriptiu: en una zona molt muntanyosa, és una plana coneguda amb aquest nom genèric, per la seva excepcionalitat.